# Arno Visser
Arno Pieter Visser (Den Haag, 1 april 1966) is een Nederlands voormalig politicus en een bestuurder. Hij is lid van de VVD. Sinds 16 maart 2023 is hij voorzitter van Bouwend Nederland.

## Studie en loopbaan
Visser ging van 1978 tot 1985 naar het atheneum-B op het Sint-Laurenscollege in Rotterdam. Hij studeerde van 1985 tot 1986 bedrijfskunde, van 1986 tot 1988 Nederlandse taal- en letterkunde en van 1988 tot 1992 algemene literatuurwetenschap aan de Rijksuniversiteit Groningen. Tijdens zijn studietijd was hij hoofdredacteur van de Gollem, het onregelmatig verschijnend periodiek van GSC Vindicat atque Polit. Van 1986 tot 1992 was hij werkzaam als onder meer tekstschrijver en presentator en in 1989 als assistent verkooptrainingen bij Ton Planken Trainingen te Woerden.
Na zijn studie werkte Visser van 1992 tot 1994 als voorlichter van de VVD-Tweede Kamerfractie. Van 1994 tot 1998 was hij politiek adviseur van toenmalig vicepremier Hans Dijkstal op het ministerie van Binnenlandse Zaken en Koninkrijksrelaties. In 1998 werd hij consultant bij het UNFPA te Hanoi en in 1999 bij KPMG voor de marktgroep Overheid & Non-Profit. Van 1999 tot 2002 was Visser politiek secretaris van Hans Dijkstal in de VVD-Tweede Kamerfractie toen hij fractievoorzitter was. Van 2002 tot 2003 was hij manager public policy bij Nuon.

## Politieke loopbaan

### Tweede Kamerlid
Van 2003 tot 2006 was Visser namens de VVD Tweede Kamerlid, waar hij woordvoerder asielbeleid was. Ook hield hij zich bezig met hoger onderwijs en wetenschap. In 2005 besloot de Tweede Kamer tot het instellen van een parlementair onderzoek naar tbs-ers op verlof. Visser werd voorzitter van de onderzoekscommissie. De aanbevelingen van "Commissie-Visser" werden door Kamer en Kabinet overgenomen en zijn nu onderdeel van het plan van aanpak ter verbetering van het TBS-stelsel.

### Wethouder
Op 21 april 2008 volgde Visser de afgetreden Henk Smeeman op als wethouder in Almere. Als wethouder had hij eerst de portefeuille stedelijk beheer, sport en cultuur onder zijn hoede (2008 – 2010) en daarna financiën, cultuur, vastgoed, P&O en dienstverlening (2010 – 2013). In 2010 was hij lijsttrekker voor de VVD in Almere.

## Loopbaan na de politiek

### Algemene Rekenkamer
Bij koninklijk besluit van 15 januari 2013 werd Visser benoemd tot lid van de Algemene Rekenkamer met ingang van 5 februari. Op 10 juli 2015 werd hij door de ministerraad voorgedragen als president van het college van de Rekenkamer als opvolger van Saskia Stuiveling, per 15 oktober 2015. Hiertoe werd hij op 7 oktober 2015 beëdigd door de koning. Visser heeft per 1 januari 2023 ontslag gevraagd uit zijn lidmaatschap van de Rekenkamer.

### Bouwend Nederland
Op 16 maart 2023 heeft Visser Maxime Verhagen opgevolgd als voorzitter van Bouwend Nederland, hij werd benoemd door het algemeen bestuur voor de duur van vier jaar.

## Nevenfuncties
Visser was president van de European Organisation of Supreme Audit Institutions (EUROSAI). Van 2013 tot begin 2016 was hij actief als bestuurslid van het International Organisation of Supreme Audit Institutions (INTOSAI) Development Initiative (IDI). Hij was lid van de Parlementaire Vergadering van de Raad van Europa.
Op 1 april 2024 werd Visser als deskundige aangetrokken als raadslid bij de Raad voor het Openbaar Bestuur (ROB). Tevens werd hij lid van de raad van toezicht van het Fonds Slachtofferhulp. Voorheen was hij lid van de Raad voor Strafrechtstoepassing en Jeugdbescherming (RSJ) en lid van de raad van toezicht in de cultuur- en mediasector.

## Privéleven
Visser is vader van twee dochters. Hij heeft een relatie met Miek van Geenhuizen; een voormalig tophockeyster.    
- Parlement.com: vg9fgopvr9xh